# Conus ortneri
Conus ortneri is een in zee levende slakkensoort uit het geslacht Conus. De slak behoort tot de familie Conidae. Conus ortneri werd in 1998 beschreven door Petuch. Net zoals alle soorten binnen het geslacht Conus zijn deze slakken roofzuchtig en giftig. Zij bezitten een harpoenachtige structuur waarmee ze hun prooi kunnen steken en verlammen.